# Linfodrome
Linfodrome (prononcé lin-fo-drome) est un journal en ligne  ivoirien d'informations générales qui représente la reconversion digitale du premier groupe de presse indépendant OLYMPE. Ce groupe a été un pionnier de la liberté d'expression en Côte d'Ivoire grâce à ses journaux neutres, impartiaux, indépendants et historiques tels que Soir Info, L'Inter et Star Magazine.
Tenu par une équipe de journalistes chevronnés, Linfodrome a récemment dévoilé un nouveau branding de son site à l'occasion de son dixième anniversaire, le 16 mars 2023. Le site d'actualité de référence en Côte d'Ivoire, a été récompensé par le prix du Meilleur Journal en Ligne du pays lors de la deuxième édition des Awards de la presse numérique, le vendredi 31 mars 2023.
Le nouveau logo arbore une couleur bleue qui symbolise la communication et la confiance, tandis que l'orange représente la jeunesse et la créativité. Le "O" rappelle l'histoire du groupe Olympe, ancienne société éditrice de Soir Info, L'Inter, Douze, et maintenant, Olympe Info.
La ligne éditoriale de Linfodrome se décline au quotidien à travers des flashs, des contenus audio, vidéos et textuels, traduits en dépêches, brèves, puis détaillés progressivement. Le site propose également de nouvelles rubriques attrayantes, accompagnées de divers formats vidéo, a travers des rubrique comme a"La Minute Actu", "Interview flfsh", "L'invité de la rédaction", "Inside", "Mirodrome", "Savoi Plus"a, in de répondre aux besoins d'information des lecteurs et de leur offrir une expérience immersive.
Une particularité notable de Linfodrome est d'être le premier site d'actualités en Côte d'Ivoire à proposer une version audio gratuite de l'ensemble de ses articles, offrant ainsi une alternative accessible et pratique pour les visiteurs.
L'initiative de créer Linfodrome est née de la vision de feu Nady Rayess, qui a imaginé un média moderne et digital. Après son décès, son épouse Imane Rayess a pris en main cette œuvre, travaillant sans relâche pendant 10 ans. Grâce à sa détermination et à son engagement inébranlable, cette femme au grand cœur a réussi à faire de Linfodrome.com une plateforme de référence dans le paysage médiatique ivoirien.
Aujourd'hui, sous la direction de Kenza Rayess, Linfodrome continue de fournir une couverture journalistique de qualité, s'imposant comme une source d'information incontournable pour les lecteurs en quête d'actualités fiables et pertinentes en Côte d'Ivoire.

## Atteintes à la Liberté de Presse
- Certains journalistes ont été menacés ou ont subi des manœuvres d’intimidation à cause de leurs sympathies politiques supposées. Il s’agit notamment de Fofana Mambé.